# 利府・青山CATV管理組合
利府・青山CATV管理組合は、宮城県利府町にあるケーブルテレビ管理組合である。

## 所在地
- 宮城県宮城郡利府町青山4-7-2

## サービスエリア
- 宮城県宮城郡利府町青山地区、花園の一部

## 主な放送チャンネル

### テレビ局
| アナログ | デジタル | 放送局       |
| -------- | -------- | ------------ |
| 1        |          | 東北放送     |
| 2        |          | NHK仙台教育  |
| 3        |          | NHK仙台総合  |
| 4        |          | ミヤギテレビ |
| 5        |          | 東日本放送   |
| 6        |          | 自主放送     |
| 8        |          | 仙台放送     |

2006年11月地上デジタル放送の再送信を同一周波数パススルー方式により開始。